# Manfred Klieme
Manfred Klieme (nascido em 3 de fevereiro de 1936) é um ex-ciclista de pista alemão que competiu no ciclismo nos Jogos Olímpicos de Verão de 1960, pela equipe Alemã Unida, ganhando a medalha de prata na perseguição por equipes.